# 590

590(오백구십)은 589보다 크고 591보다 작은 자연수다.

## 수학
- 합성수로, 그 약수는 1, 2, 5, 10, 59, 118, 295, 590이다. 진약수의 합은 490이므로, 590은 부족수다.
- 70번째 쐐기수다. 앞의 쐐기수는 582, 다음 쐐기수는 595다.
- 20번째 오각수다. 앞의 오각수는 532, 다음 오각수는 651이다.
- {\displaystyle 590=13^{2}+14^{2}+15^{2}}
  - 연속하는 세 자연수의 제곱합으로 나타낼 수 있으며, 이 성질을 지닌 앞의 수는 509, 다음 수는 677이다.
- {\displaystyle 21^{29}-1}은 590으로 나누어떨어진다.

## 과학
- NGC 590(독일어판, 프랑스어판): 안드로메다자리 방향에 있는 막대나선은하.
- 590 토미리스(영어판): 소행성.

## 교통

### 철도
- 나고야 철도 모590형 전동차(일본어판)

### 도로
- 590번 니가타현도(일본어판)

## 군사
- U-590(영어판): 제2차 세계 대전에 사용된 나치 독일의 군용 잠수함.

## 문화유산
- 대한민국의 보물 제590호: 강세황초상

## 기타
- 연도: 590년, 기원전 590년
- 590년대
- 한국십진분류법에서 생활과학에 관한 책들이 분류되는 번호.
- 590 매디슨 애비뉴(영어판): 미국 뉴욕의 매디슨가에 있는 마천루.